# Kádárismo
El kádárismo (en húngaro: kádárizmus) es el término que hace referencia al régimen y a la ideología socialista que existió en la República Popular de Hungría desde 1957 hasta 1989. Éste recibió su nombre en honor al primer ministro húngaro János Kádár que tomó el poder tras la fallida revolución húngara de 1956 contra la Unión Soviética.

## Características del periodo Kádárista
El Kádárismo fue caracterizado por el comunismo gulash, volviéndose Hungría uno de los países del bloque soviético que disfrutó de mayores ventajas y sufrió menos represiones a partir de esta época. El nivel de vida fue elevado luego de la crisis de 1956, siendo construidos hoteles y sitios de esparcimiento, así como permitiéndose hasta 3 viajes anuales fuera de Hungría hacia Occidente. Fueron construidas viviendas conocidas popularmente como paneles, que permitieron ser adquiridas por familias con más de tres hijos.